# Euptychium cuspidatum
Euptychium cuspidatum là một loài Rêu trong họ Pterobryaceae. Loài này được (Mitt.) Mitt. miêu tả khoa học đầu tiên năm 1881.